# Famille Lvov
La famille Lvov (en russe  : Львовы) est une famille princière russe appartenant à l'une des branches des Riourikides, les princes de Iaroslavl (la lignée des princes de Iaroslavl remonte à Fiodor Rostislavitch le Noir, † 1300). 

## Origines

Armoiries des princes de la famille Lvov.

La famille Lvov descend du prince Lev Danilovitch Zoubaty Romanovski (fils de Danilo Romanovitch Romanovski), surnommé le Denté (lui-même descendant des Riouriks). Le patronyme de la famille vient de son prénom.
Sa descendance se divise en trois branches :
- la branche aînée fut fondée par son fils aîné, le prince Andreï Lvovitch Loukovski ;
- la seconde branche fut fondée par son second fils, le prince Vassili Lvovitch Zoubatine-Lvov. (Celui-ci s'établit en Lituanie avec ses deux fils : Ivan Vassilievitch Zoubatine dit le Denté et Vassili Vassilievitch Zoubatine dit le Denté) ;
- la troisième branche fut fondée par son troisième fils, le prince Dmitri Lvovitch Vekochkine-Lvov[3].

Les descendants du prince Andreï Lvovitch Loukovski furent connus sous le patronyme de Zoubatov-Loukovski, les descendants du prince Dmitri Lvovitch Vekochkine furent connus sous le patronyme de Zoubatine-Vekochkine. 
Sous le règne d'Ivan le Terrible, les membres des deux branches portèrent le nom de Lvov.

## Description des armoiries de la famille Lvov
Le manteau de la Maison princière Lvov est surmonté d'un pavillon à gueules, celui-ci est doublé d'hermine et bordé, coordonné et houppé d'or. Il est surmonté de la couronne princière coiffée d'un globe, à son sommet une croix d'or. Au centre un écu composé de quatre pièces ou cantons. Sur le canton dextre du chef et le canton senestre de la pointe sont représentées sur un fond azur les armes de Kiev (celle-ci représentent l'archange Saint-Michel armé d'une épée et d'un bouclier. Sur le canton senestre du chef et le canton dextre de la pointe sur fond argent sont représentées les armes de Smolensk (représentant un canon). En son centre, l'abîme ou cœur frappé aux armes des princes de Iaroslavl (celles-ci représentent un ours sable adoptant une position dite en pied sur fond or.

## Branche aînée

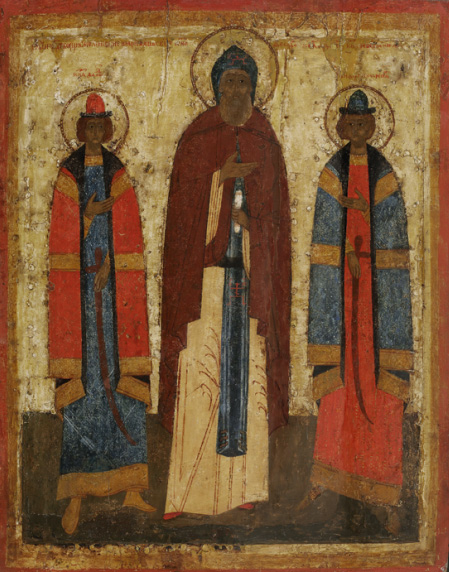
Le prince Fiodor Rostislavitch le Noir † 1300 entouré de ses fils, cette œuvre fut exécutée peu de temps après sa canonisation. Exposée au Musée de l'icône russe à Moscou.

- La première branche ou branche aînée eut pour ascendant le prince Dmitri Lvovitch Vekochkine.
- Son fils aîné, Fiodor Dmitrievitch Vekochkine fut tué en 1545 lors de la campagne de Kazan.
- Andreï Dmitrievitch Vekochkine seul héritier de la famille eut pour arrière-petit-fils, le prince Matveï Danilovitch (?-1603). Ce dernier fut voïvode des régions de  Tobolsk (1592), Vologda (1597) et Verkhotourié (1601).
- Alexeï Mikhaïlovitch Lvov (1580-1653)
- Dmitri Petrovitch Lvov (?-1660)
- Vassili Petrovitch Lvov (?-1659)
- Son fils, le prince Mikhaïl Vassilievitch Lvov (?-1676). En 1676, il occupa la charge de solliciteur à la Cour puis celle d'intendant à la Maison d'Imprimerie à Moscou. Il s'opposa aux réformes engagées par le patriarche Nikon (en 1653, l'une des réformes du patriarche fut le signe de croix avec le pouce, l'index et le majeur). Son hostilité lui valut un exil au monastère Solovetski (1654)[3],[4].
- Semion Petrovitch Lvov (?-1659)
- Mikhaïl Nikititch Lvov († 1704)
- Stepan Fiodorovitch (†1688)
- Ivan Dmitrievitch, fils du prince Dmitri Petrovitch Lvov, fut voïvode à Tioumen de 1635 à 1639.

À la fin du  XVIIe siècle, les membres de la famille Lvov servirent en qualité d'intendants, de solliciteurs, de boyards. Ils furent engagés dans de nombreuses batailles et conflits (la bataille de Narva, le 20 novembre 1700 fut fatale à six princes de cette famille princière).

## Séparation de la branche aînée en deux lignées

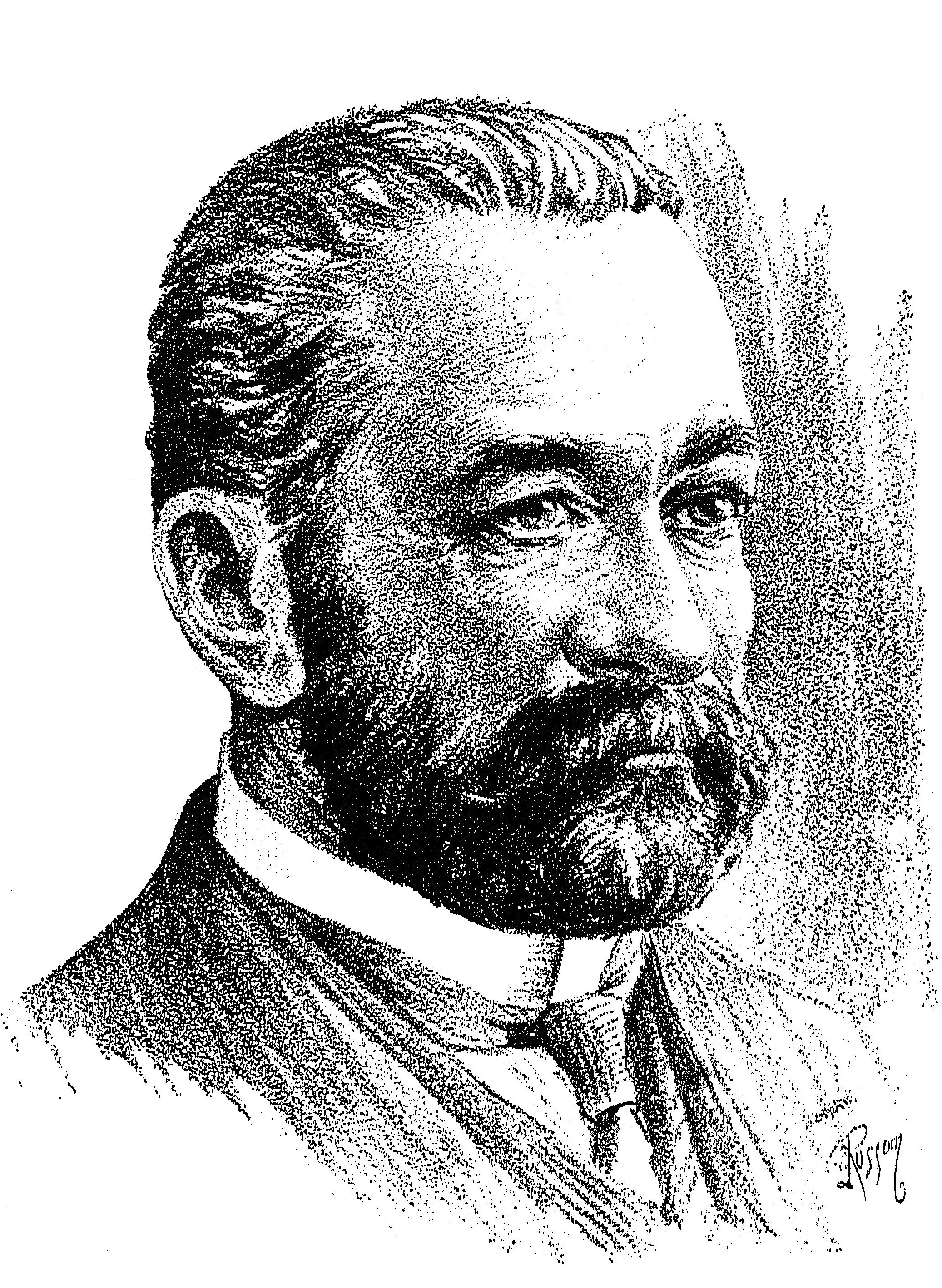
Le prince Gueorgui Ievguienevitch Lvov en 1917

Au XVIIIe siècle, la branche aînée de la famille Lvov se divisa en deux lignées. 
- La première fondée par Iakov Stepanovitch Lvov (†1692), fils aîné de l'okolnitchi Stepan Fiodorovitch Lvov (†1688).
- Semion Sergueïevitch Lvov, petit-fils de Iakov Stepanovitch occupa la fonction de procureur des provinces de Tambov, Toula puis de Kalouga. En 1786, il reçut le titre de conseiller de collège (6e rang à la Table des rangs). Il épousa Iekaterina Nikitchna Ielevoïa.
- Dmitri Semionovitch (1775- 1834)
- Vladimir Semionovitch Lvov (1771-1829), frère du précédent. Dans les rangs de la milice de Moscou, il prit part à la Guerre patriotique de 1812. En 1813, il quitta l'armée au grade de lieutenant-colonel. Ses dons pour la peinture à l'aquarelle lui valurent une certaine célébrité. En 1807, il fit l'acquisition du domaine de Spasskoïe-Tenechovo situé dans la province de Moscou. Il fut maréchal de la noblesse de la province de Kinski. Cette propriété  devint le domaine familial de la première lignée de la branche aînée de la famille Lvov[3]. Certains membres de cette famille reposent dans le village de Spasskoïe-Tenechovo[5],[6]. Marié, il fut le père de quatre enfants  : Vladimir Vladimirovitch, Dmitri Vladimirovitch, Ievgueni Vladimirovitch, Georgui Vladimirovitch Lvov.
- Vladimir Vladimirovitch Lvov (1804-1856), fils du précédent, écrivain, conseiller d'État (1847) (5e rang à la Table des rangs). En 1836, il fut fonctionnaire au bureau du gouverneur civil de Moscou. De 1847 à 1850, il siégea à l'assemblée de la noblesse de Moscou. Il publia des essais, des contes pour enfants. Sur son domaine de Spasskoïe-Tenechovo et avec ses propres deniers, il fit ériger des hôpitaux, des établissements scolaires destinés aux paysans[7] Il épousa Sofia Alexeïevna Perovskaïa, de cette union naquirent  : Vladimir Vladimirovitch Lvov et cinq filles[8].
- Dmitri Vladimirovitch Lvov (1810-1875), frère du précédent fut un journaliste et publia une brochure ayant pour titre La Libération des serfs par la fermeture des bureaux de comté (1859)[9]. Il épousa Maria Dmitrievna Iakovleva[3].
- Ievgueni Vladimirovitch Lvov (1817-1896) frère des précédents, écrivain: il fut une personnalité proche des Slavophiles, et l'ami du poète russe Lev Nikolaïevitch Tolstoï. Maréchal de la noblesse de la province d'Aleksinski (1856-1858)[10]. Il épousa Varvara Alexeïevna Mosolova. De cette union naquit Alexeï Ievguenievitch, Vladimir Ievguenievitch, Sergueï Ievguenievitch et Georgui Ievguienevitch Lvov[3].
- Georgui Vladimirovitch Lvov (1821-1873), frère des précédents, avocat, conseiller d'État. Il obtint son diplôme de droit à l'Université de Saint-Petersbourg. En 1842, il siégea au Sénat, puis en 1855, il occupa un poste au Ministère de la Marine de l'Empire russe. En 1857, sous la direction du grand-duc Konstantin Nikolaïevitch de Russie, il fut l'un des principaux acteurs de la préparation et de la mise en place des réformes du Ministère de la Marine. Il fut à l'origine de la disparition des canstonistes[11].
- Gueorgui Ievguienevitch Lvov (1861-1925)
- Alexeï Ievguenievitch Lvov (1850-1937), frère du précédent, conseiller secret (1903) (3e rang à la Table des rangs). Diplômé en droit de l'Université de Moscou (1874), il occupa une fonction au Ministère de la Justice de l'Empire russe. En 1892, il fut secrétaire de la Société d'Art de Moscou, en 1894 inspecteur, de 1896 à 1917 il dirigea l'École de peinture, de sculpture et d'architecture de Moscou[12].
- Vladimir Ievguenievitch Lvov (1851-1920), frère du précédent, diplomate à La Haye, Madrid, Bucarest. De 1901 à 1916, il dirigea les Archives principales au Ministère des Affaires étrangères.
- Sergueï Ievguenievitch Lvov (1859-1937), frère du précédent, entrepreneur, propriétaire et dirigeant de l'usine Pojeskie[13].
- Alexandre Semionovitch Lvov (1796-1866), fils du prince Dmitri Semionovitch Lvov et de son épouse Maria Alexandrovna Pavlova. Membre du Conseil privé (1859), chambellan, Directeur du Bureau de la Banque commerciale d'État de Moscou (1834-1839), syndic de l'orphelinat de Moscou, de 1849 à 1851, il présida la Commission chargée de la supervision des installations des usines à Moscou, en 1858, il occupa le poste de vice-président du bureau du greffe de Moscou.
- Nikita Iakovlevitch Lvov, autre petit-fils du prince Stepan Fiodorovitch (†1688) vécut dans les provinces de Kalouga et de Toula.
- Sergueï Dmitrievitch Lvov (1775-1834). Major-général, il participa aux Guerres napoléoniennes.

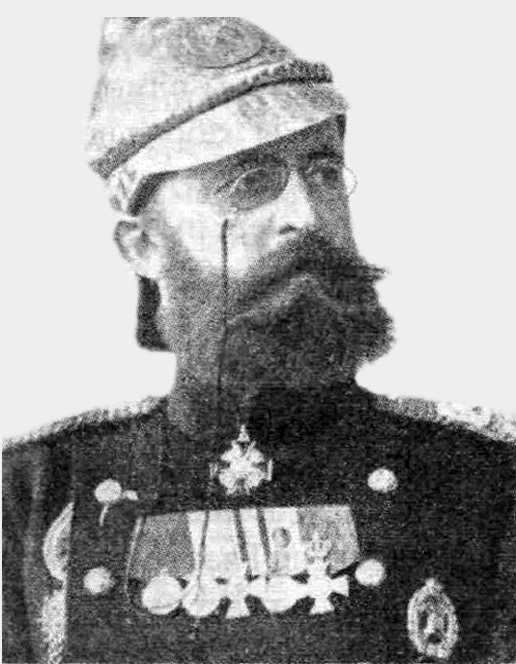
Le prince Alexandre Dmitrievitch Lvov (1863-?)

- Alexandre Dmitrievitch Lvov (1863-?). Il fut l'un des principaux artisans de la lutte contre les incendies dans l'Empire russe. À Strelna, en 1881, il fonda le Département des pompiers volontaires. En 1893, il créa la Société russe du feu. Il fut également le rédacteur de l'ouvrage intitulé La Lutte contre l'incendie. Il fut l'un des principaux instigateurs de l'exposition des techniques de lutte contre les incendies à Saint-Pétersbourg (1892). Il épousa Agnès von Wenk, une allemande de confession luthérienne, ce mariage ne fut pas accepté mais un fils naquit de cette union : le prince Mikhaïl Alexandrovitch Lvov (1884 à Dresde-?). En secondes noces, il épousa Elisabeth Nikolaïevna Praslavoïa. De cette seconde union naquit la princesse Alexandra Alexandrovna Lvova. Les descendants de la branche allemandes  Lvov sont établis aux États-Unis[14].

Les membres de famille princière Lvov figurent sur la cinquième partie des livres généalogiques des provinces de Moscou et de Saint-Pétersbourg. Beaucoup de descendants des personnalités citées ci-dessus perdirent la vie au cours de la Guerre civile russe ou au cours des répressions des années 1920-1930.

## Branche cadette
Elle s'éteignit au XVIIIe siècle.
- Elle eut pour ascendant le prince le prince Andreï Lvovitch Loukovski.
- Piotr Loukitch Lvov (†1713), intendant, (1660), voïvode de la région de Tomsk (ville située à l'est de la Sibérie orientale / Oblast de Tomsk), de 1689 à 1691, voïvode de la région de Svesk (située dans l'oblast de Briansk), de la région de Koursk (Oblast de Koursk), puis, de 1693 à 1694  à nouveau de la région de Svesk. En 1697, sur ses propres deniers, il fit construire la flotte d'Azov. En 1698, il siégea en qualité de membre de la Commission chargée de rechercher les mousquetaires impliqués dans la révolte des streltsy. De 1708 à 1710, il fut voïvode de la forteresse de Kazan[16],[17]. Fils du prince Luke Iakovlevitch Lvov[18].
- Ivan Borissovitch Lvov (1669-1719), neveu du précédent, intendant, puis de 1700 à 1714 il étudia la navigation aux Pays-Bas et en Angleterre. En 1716, fonctionnaire, il géra le magasin des équipages dans un port militaire. En 1718, il siégea au Conseil de l'Amirauté de l'Empire russe[19]. Fils du prince Boris Loukitch Lvov.
- Semion Ivanovitch Lvov (†1671): il fut engagé dans les conflits russo-polonais de 1654-1667 et russo-suédois (1656-1658). Il fut présent lors des négociations russo-polonaises de Vilnius. En 1667, il occupa le poste de voïvode de la province d'Astrakhan lors du soulèvement des paysans dirigée par le chef cosaque Stepan Timofeïevitch Razin, (1670) et fut engagé dans contre cette rébellion menée contre la noblesse et la bureaucratie tsariste dans la région du sud de la Russie. En 1670, il fut défait par les troupes de Razine, capturé après la prise de Tsaritsyne, et exécuté en 1671[20]. Fils du prince Ivan Vasilievitch Lvov. Il fut le père de Fiodor et Ivan Semionovitch Lvov[18]

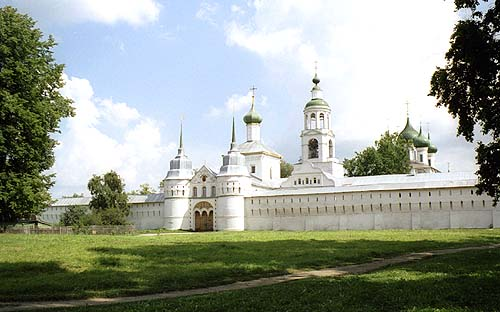
Monastère de Tolgski près de Iaroslavl où fut inhumé le prince Nikita Iakovlevitch Lvov

- Nikita Iakovlevitch Lvov († 8 avril 1684), fils unique du prince Iakov Vasilievitch Lvov (†  1643). En  1629, il fut intendant, il participa à la guerre russo-polonaise de 1654-1667 et en 1656-1658 au conflit opposant la Russie à la Suède. En 1658, il fut élevé au rang de courtisan. De 1662 à 1665, il fut voïvode de Kalouga, en 1665 de Kiev, en 1666-1668 de Svesk. En 1668, il entra dans les ordres au monastère de Tolgski près de Iaroslavl. Tonsuré, il prit le nom religieux de Noul. Il fut inhumé dans le monastère de Tolgski. Il fut le père de deux fils  : Andreï Nikititch (†1636), Ivan Nikititch Lvov[18].
- Piotr Grigorievitch Lvov: Solliciteur, (1676), intendant, (1679) courtisan, de la princesse Sofia Alexeïevna. En 1689, après le coup d'État organisé par la régente Sofia, la plupart de ses partisans furent éloignés de Moscou. Le prince Piotr Grigorievitch Lvov fut nommé voïvode d'Arkhangelsk. De 1693 à 1694, il fut voïvode de Vologda. Il fut engagé dans la Campagne d'Azov (1695-1696). Le 9 février 1696, sur l'ordre de Pierre Ier de Russie, il mena la milice de Valouek (ville de l'Oblast de Belgorod) à Azov. Au cours du siège d'Azov, il combattit sous la bannière du régiment du boyard Alexeï Semionovitch Chein (1662-1700). Après la prise d'Azov, Pierre Ier de Russie nomma le prince Lvov commandant de la forteresse d'Azov. Son adjoint dans ce commandement fut son fils, le prince Ivan Petrovitch. Le 4 mars 1697, Pierre Ier de Russie rappela le prince Lvov à Moscou. Avec ses propres fonds, Piotr Grigorievitch acquit deux navires de guerre destinés à la flotte d'Azov. En 1705, il fut chargé de s'occuper des malades et des blessés dans la capitale impériale[21]. Fils du Prince Grigori Ossipovitch Lvov, il fut le père des princes Semion, Stepan et Ivan Petrovitch Lvov[18].
- Matveï Danilovitch Lvov. Voïvode des villes de Tobolsk (1592), Vologda (1597), et Verkhotourié (1601)[22].
- Ivan Dmitrievitch Lvov. Entre 1635 et 1639, il fut voïvode de Tioumen.
- Nikita Iakovlevitch Lvov. (8 avril 1684), fils du prince Iakov Vasilievitch Lvov. Il fut, courtisan, président de la Prikase du courrier et du transport.
- Ivan Nikolaïevitch Lvov (1857-1925). Militaire russe, lieutenant-général de l'état-major général. Il fut le dernier commandant russe de la forteresse Dvina (1906-1918). Il fut diplômé du Département de Mathématiques de l'Université impériale de Moscou (1879)[23].

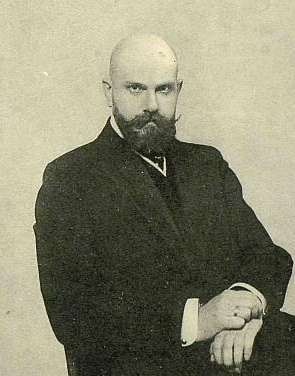
Le prince Vladimir Nikolaïevitch Lvov (1872-1930) en 1910.

- Vladimir Nikolaïevitch Lvov (1872-1930). Homme politique russe. Il siégea à la 3e et 4e Douma. Procureur du Saint-Synode sous le gouvernement provisoire (1917). Fils du prince Nikolaï Alexandrovitch Lvov[24]. Pendant la Révolution russe, il est mandaté par Kerenski auprès de Kornilov pour éclaircir la situation réciproque des deux hommes. Par maladresse, sa mission aboutie à tendre les tensions à la tête de l'État et à la déposition du second par le premier, facilitant le coup d'État le mois suivant des bolchéviks[25].
- Sergueï Lavrentievitch Lvov (1740-1812). Fils du prince Lavrenti Iosifovitch Lvov et de son épouse Iekaterina Nikolaïevna Demidova. Général d'infanterie, en 1788, il fut l'un des héros de l'assaut d'Otchakov. En 1803, sur l'ordre d'Alexandre Ier de Russie, le prince vola à bord d'une montgolfière avec l'aéronaute français André-Jacques Garnerin[26].

## Domaine
Les membres de la branche aînée de la famille Lvov furent les propriétaires du domaine Zabvenie (comté de Beliovski / province de Toula).

## À noter
La dynastie de la Maison Romanov eut également comme ascendant le prince Fiodor Rostislavitch le Noir († 1300). Le père fondateur de cette lignée des Romanov fut le prince Roman Vassilievitch (Roman Romanovski, † 1380), fondateur de la ville de Romanov et arrière-petit-fils du prince Fiodor Rostislavitch Noir),.